# Titane
Titane este un film francez realizat în genul thriller horror din 2021, scris și regizat de Julia Ducournau. Îi are în rolurile principale pe Agathe Rousselle, Vincent Lindon, Garance Marillier și Laïs Salameh. Filmul este o coproducție franco-belgiană.
A avut premiera mondială la Festivalul de Film de la Cannes la 13 iulie 2021, festival la care Ducournau a devenit a doua regizoare care a câștigat Palme d'Or. Filmul a fost lansat în Franța la 14 iulie 2021, de către Diaphana Distribution.

## Prezentare
Vincent își găsește fiul dispărut de zece ani, găsit și adus înapoi de inspectorii vamali la un aeroport.

## Distribuție
- Vincent Lindon - Vincent
- Agathe Rousselle - Alexia
- Garance Marillier - Justine
- Laïs Salameh - Rayane
- Dominique Frot - femeia salvată de prompieri
- Myriem Akheddiou - mama lui Adrien
- Nathalie Boyer - ambulanțierul
- Théo Hellermann - tânărul din autobuz
- Mehdi Rahim-Silvioli - Rose
- Bertrand Bonello - tatăl Alexiei

## Producție
În septembrie 2019, s-a anunțat că Vincent Lindon și Agathe Rousselle vor juca rolurile principale, Julia Ducournau fiind scenaristă și regizoare. 
Filmările, care ar fi trebui să înceapă în aprilie 2020, au fost amânate din cauza pandemiei de Covid-19, au început în septembrie 2020., commence en septembre 2020